# Асим Бркан
Асим Бркан (Мостар, 14. октобар 1954) босанскохерцеговачки је пјевач, музичар и умјетник.

## Биографија
Рођен је 14. октобра 1954. године у Мостару. Отац му се звао Ибро, а мајка Бисера. Упркос огромном потенцијалу, није се довољно дуго задржао на врху. Започео је каријеру 1975, и за вријеме свог врхунца (1978—1984) био је једна од највећих звијезда у Југославији, продајући милионе копија и примајући признање од јавности и критике. Његови су велики хитови: Једном сам и ја волио, Најљепшу хаљину вечерас обуци, Ко је мајко онај човјек, Љубави владају свијетом, Не руши ми срећу непозната жено, Ема и остало.
На почетку каријере је потписао уговор са највећом југословенском дискографском кућом, загребачким „Југотоном”. Неколико година касније, преселио се у Београд и снимао за „ПГП РТБ”, другог највећег дискографа у Југославији. Радио је са многим познатим пјевачима и композиторима, међу којима се истичу: Зоран Калезић, Мирослав Илић, Маринко Роквић, Аца Степић, Боки Милошевић, Љубо Кешељ, Сања Илић, Раде Вучковић, Милутин Поповић — Захар и други. Бркан је постигао највећи успјех у Србији, али је био веома популаран у цијелој земљи.
Поред његових комерцијалних пјесама, памти се као изванредан извођач традиционалне босанске пјесме севдалинке. Његове интерпретације Сјетује ме мајка и Из камена вода текла су уврштене у Антологију БХ севдаха. Такође је снимао за националне радиотелевизијске куће у Сарајеву и Београду, композиције легенди севдаха као што су: Јозо Пенава, Јовица Петковић, Мијат Божовић и Исмет Алајбеговић — Шербо. Бркан је наступао на многим истакнутим музичким фестивалима широм земље, често примајући високе награде. Готово цијелу каријеру је провео у Београду.
По почетку распада СФРЈ и рата у Југославији, Бркан је напустио Београд и одселио се са својом породицом у Холандију, а касније и у Њемачку. Тешко је прихватао нове тенденције на сцени, укључујући турбо-фолк и општи хаос на естради, тако да се по повратку у Босну уједно и повукао са сцене 1996. године. Публика га памти као пјевача јединственог гласа и топле, лирске интерпретације.
Године 2009, три деценије након изласка највеће хит пјесме Једном сам и ја волио, Бркан се ипак вратио музици. Његова матична издавачка кућа, ПГП из Београда, објавила је компилацију са пјесмама од 1976. до 1990. године. У истој години је снимио низ севдалинки за Музичку продукцију БХРТ. Неколико недеља након што је објављен албум, у емисији Радио телевизије Србија, Бркан је након скоро 13 година поновно и запјевао уживо.

## Занимљивости
- У вријеме живота у Београду, новинари су му дали надимак Гроф од Калинића, због његовог отмјеног одијевања и понашања.
- Током своје каријере никада није пјевао на вјенчањима, јер, како је рекао, мора постојати разлика између радио, ТВ пјевача и локалног забављача.
- Једном, на вечери у хотелу „Славија” скинуо је перику са главе Шабана Шаулића, узрокујући велики смијех међу гостима.
- Кад је имао 18 година фризерски салон из Новог Сада понудио му је посао модела, он је прихватио, али је радио само за 5 мјесеци.
- 1981. године, док је пјевао у концертној дворани Грипе у Сплиту, Тереза Кесовија се придружила на сцени како би заједно отпјевали Једном сам и ја волио.
- Када је за босански национални архив пјевао севдалинку Сјетује ме мајка, музички стручњак и професор сарајевске Музичке академије, Един Пандур, рекао је како је Брканова изведба те пјесма боља чак и од оне Сафета Исовића.

## Дискографија

### Синглови
- Твоје очи гараве — Југотон
- Не руши ми срећу, непозната жено! — Југотон, 1978.[3]
- Једном сам и ја волио — Југотон, 1979.[4]
- Владају љубави свијетом — Југотон, 1980.

### Албуми
- Воли ме, грли ме — Југотон, 1981.[5]
- Најљепшу хаљину вечерас обуци — ПГП, 1982.[6]
- Мајко, пријатељу мој — ПГП, 1984.
- Ема — ПГП, 1985.
- Још ме има! — ПГП, 1989.
- И тако иду дани — ПГП, 1990.
- Злата — Ин Такт Рекордс, 1996.
- Бест оф — ПГП, 2009.

### Избор севдалинки
- Сјетује ме мајка
- Из камена вода текла
- Чудна јада од Мостара града
- Мујо кује
- Једног дивног дана у Мостару граду
- Пукнуте струне
- За тебе сам везан граде
- Башча од јасмина

## Фестивали
- 1979. Илиџа — Једном сам и ја волио
- 1982. Хит парада — Најљепшу хаљину вечерас обуци
- 1983. Хит парада - Мајко, пријатељу мој
- 1984. Хит парада — Ко је, мајко, онај човјек
- 1992. Хит парада — Још ме има
- 1996. Илиџа — Башча од јасмина, трећа награда стручног жирија, трећа награда за интерпретацију и награда за текст
- 2009. Цетиње фест — Љубав неће остарити
- 2009. Вогошћа, Сарајево - Љубав неће остати
- 2013. Илиџа — Кише у Мостару
- 2015. Лира, Београд — Хвала пјесми
- 2015. Илиџа — Још се нисам уморио
- 2017. Илиџа — Свега имао само тебе не
- 2018. Илиџа — Гост ревијалне вечери фестивала
- 2023. Фестивал севдалинке, Тузла - Кад ја пођох на Бембашу, гост ревијалне вечери фестивала